# Pakistan op de Gemenebestspelen

Vlag van Pakistan

Pakistan is een van de landen die deelneemt aan de Gemenebestspelen (of Commonwealth Games). Sinds 1954 heeft Pakistan veertienmaal deelgenomen. In totaal over deze veertien edities won Pakistan 81 medailles.

## Medailles
| Pakistan op de Gemenebestspelen | Pakistan op de Gemenebestspelen | Pakistan op de Gemenebestspelen | Pakistan op de Gemenebestspelen | Pakistan op de Gemenebestspelen | Pakistan op de Gemenebestspelen |
| ------------------------------- | ------------------------------- | ------------------------------- | ------------------------------- | ------------------------------- | ------------------------------- |
| Jaar                            | Goud                            | Zilver                          | Brons                           | Totaal                          | Rang                            |
| 1954                            | 1                               | 3                               | 2                               | 6                               | 11                              |
| 1958                            | 3                               | 5                               | 2                               | 10                              | 7                               |
| 1962                            | 8                               | 1                               | -                               | 9                               | 4                               |
| 1966                            | 4                               | 1                               | 4                               | 9                               | 7                               |
| 1970                            | 4                               | 3                               | 2                               | 9                               | 7                               |
| 1990                            | -                               | -                               | -                               | -                               | /                               |
| 1994                            | -                               | -                               | 3                               | 3                               | 23                              |
| 1998                            | -                               | 1                               | -                               | 1                               | 28                              |
| 2002                            | 1                               | 3                               | 4                               | 8                               | 19                              |
| 2006                            | 1                               | 3                               | 1                               | 5                               | 17                              |
| 2010                            | 2                               | 1                               | 2                               | 5                               | 17                              |
| 2014                            | -                               | 3                               | 1                               | 4                               | 23                              |
| 2018                            | 1                               | -                               | 4                               | 5                               | 24                              |
| 2022                            | 2                               | 3                               | 2                               | 7                               | 18                              |